# Metallyra rufofemorata
Metallyra rufofemorata är en skalbaggsart som först beskrevs av Ferreira 1953.  Metallyra rufofemorata ingår i släktet Metallyra och familjen långhorningar.
Artens utbredningsområde är:
- Moçambique.
- Zimbabwe.

Inga underarter finns listade i Catalogue of Life.